# 三条実治
三条 実治（さんじょう さねはる）は、江戸時代前期から中期にかけての公卿。右大臣・三条公富の子。官位は従一位・左大臣。三条家22代当主。主に霊元天皇（112代）・東山天皇（113代）・中御門天皇（114代）の三代に亘り仕えた。号は暁心院観照。

## 経歴
三条公富の子として誕生。初名は季房・実通。
明暦元年（1655年）、叙爵。清華家三条家の当主として速いスピードで昇進し、寛文8年（1668年）には従三位となり公卿に列している。権中納言、権大納言、神宮伝奏、踏歌節会外弁などを歴任。天和3年（1683年）には霊元天皇中宮鷹司房子の中宮大夫となり、貞享2年（1685年）には右近衛大将を兼務。貞享4年（1687年）に中宮大夫を辞した。元禄2年（1689年）、実治に改名した。
元禄6年（1693年）に内大臣に就任したが、同年のうちに右近衛大将と内大臣を辞職。さらに宝永元年（1704年）には右大臣となったが、やはりすぐに辞職している。宝永2年（1705年）に従一位を授与された。正徳5年（1715年）に左大臣となったが、やはりすぐに辞職。
享保9年（1724年）、薨去。享年75。

## 系譜
- 父：三条公富（1620-1677）
- 母：不詳
- 妻：家女房
  - 長男：三条公兼（1679-1740）
- 生母不明の子女
  - 男子：三条公充（1691-1726）
  - 女子：井伊直通正室